# Санта-Джустина-ин-Колле
Санта-Джустина-ин-Колле (итал. Santa Giustina in Colle) — коммуна в Италии, располагается в провинции Падуя области Венеция.
Население составляет 6396 человек, плотность населения составляет 376 чел./км². Занимает площадь 17 км². Почтовый индекс — 35010. Телефонный код — 049.
Покровительницей коммуны почитается святая Иустина Падуанская, празднование 5 октября.